# Long John Silver (album)
Az 1972 júliusában megjelent Long John Silver 1989-ig a Jefferson Airplane utolsó stúdióalbuma volt. Megjelenésekor a listák 20. helyét érte el. Az eredeti bakelitlemezes kiadás borítójából egy szivartartó dobozt lehetett hajtogatni. A borító belsején látható szivarok képei később a CD-kiadás borítójára kerültek.

## Az album dalai

### Első oldal
1. Long John Silver (Grace Slick/Jack Casady) – 4:22
2. Aerie (Gang of Eagles) (Grace Slick) – 3:53
3. Twilight Double Leader (Paul Kantner) – 4:42
4. Milk Train (Grace Slick/Papa John Creach/Roger Spotts) – 3:18
5. The Son of Jesus (Paul Kantner) – 5:27

### Második oldal
1. Easter? (Grace Slick) – 4:00
2. Trial by Fire (Jorma Kaukonen) – 4:31
3. Alexander the Medium (Paul Kantner) – 6:38
4. Eat Starch Mom (Grace Slick/Jorma Kaukonen) – 4:34

## Közreműködők
- Grace Slick – ének, zongora
- Paul Kantner – ritmusgitár, ének
- Jorma Kaukonen – szólógitár, ének
- Jack Casady – basszusgitár
- Papa John Creach – hegedű
- John Barbata – dob, ütőhangszerek, Against the Grain Stubble Scraping
- Joey Covington – dob, ütőhangszerek, (3, 5)
- Sammy Piazza – dob, ütőhangszerek, (7)

### Produkció
- Don Gooch – hangmérnök
- Masterful Maurice (Pat Ieraci) – produkciós koordinátor
- Pacific Eye & Ear – borító design
- Bob Tanenbaum  – illusztrációk
- Propella Rotini – illusztrációk
- Bruce Kinch – fotók
- Borris – fű
- Steve Barncard
- Jefferson Airplane – producer